# Osamu Muramatsu
| 3432 Kobuchizawa     | 7 marzo 1986     |
| 4033 Yatsugatake     | 16 marzo 1986    |
| 4219 Nakamura        | 19 febbraio 1988 |
| 4458 Oizumi          | 21 gennaio 1990  |
| 4634 Shibuya         | 16 gennaio 1988  |
| 4640 Hara            | 1º aprile 1989   |
| 5239 Reiki           | 14 novembre 1990 |
| 5337 Aoki            | 6 giugno 1991    |
| 5352 Fujita          | 27 dicembre 1989 |
| 5377 Komori          | 17 marzo 1991    |
| 5379 Abehiroshi      | 16 aprile 1991   |
| 5405 Neverland       | 11 aprile 1991   |
| 5473 Yamanashi       | 5 novembre 1988  |
| 5489 Oberkochen      | 17 gennaio 1993  |
| 5687 Yamamotoshinobu | 13 gennaio 1991  |
| 5829 Ishidagoro      | 11 febbraio 1991 |
| 6138 Miguelhernández | 14 maggio 1991   |
| 6308 Ebisuzaki       | 17 gennaio 1990  |
| 6395 Hilliard        | 21 ottobre 1990  |
| 6405 Komiyama        | 30 aprile 1992   |
| 6464 Kaburaki        | 1º febbraio 1994 |
| 6520 Sugawa          | 16 aprile 1991   |
| 6612 Hachioji        | 10 marzo 1994    |
| 6643 Morikubo        | 7 novembre 1990  |
| 6667 Sannaimura      | 14 marzo 1994    |
| 6731 Hiei            | 24 gennaio 1992  |
| 6830 Johnbackus      | 5 maggio 1991    |
| 6860 Sims            | 11 febbraio 1991 |
| 6865 Dunkerley       | 2 ottobre 1991   |
| 6868 Seiyauyeda      | 22 aprile 1992   |
| 6910 Ikeguchi        | 17 marzo 1991    |
| 7068 Minowa          | 26 novembre 1994 |
| 7421 Kusaka          | 30 aprile 1992   |
| 7575 Kimuraseiji     | 22 dicembre 1989 |
| 7775 Taiko           | 4 dicembre 1992  |
| 7830 Akihikotago     | 24 febbraio 1993 |
| 8276 Shigei          | 17 marzo 1991    |
| 8668 Satomimura      | 16 aprile 1991   |
| 8691 Etsuko          | 21 ottobre 1992  |
| 8855 Miwa            | 3 maggio 1991    |
| 9041 Takane          | 9 febbraio 1991  |
| 9044 Kaoru           | 18 maggio 1991   |
| 9190 Masako          | 4 novembre 1991  |
| 9844 Otani           | 23 novembre 1989 |
| 10144 Bernardbigot   | 9 gennaio 1994   |
| 10566 Zabadak        | 14 gennaio 1994  |
| 11528 Mie            | 3 dicembre 1991  |
| 12342 Kudohmichiko   | 30 gennaio 1993  |
| 14902 Miyairi        | 17 gennaio 1993  |
| 15350 Naganuma       | 3 novembre 1994  |
| 16599 Shorland       | 20 gennaio 1993  |
| 17563 Tsuneyoshi     | 5 febbraio 1994  |
| 20042 Mortillaro     | 15 febbraio 1993 |
| 27748 Vivianhoette   | 9 gennaio 1991   |
| 27791 Masaru         | 24 febbraio 1993 |
| 35062 Sakuranosyou   | 12 marzo 1988    |
| 73782 Yanagida       | 14 ottobre 1994  |
| 162011 Konnohmaru    | 4 gennaio 1994   |

Osamu Muramatsu (村松 修; 1949) è un astronomo giapponese.
Il Minor Planet Center gli accredita le scoperte di settantatré asteroidi, effettuate tra il 1986 e il 1994. tutte in collaborazione con altri astronomi: Shun-ei Izumikawa, Masaru Inoue, Yoshio Kushida, Satoru Otomo, Akira Tsuchikawa e Takeshi Urata. È anche co-scopritore della cometa periodica 147P/Kushida-Muramatsu.
Gli è stato dedicato l'asteroide 5606 Muramatsu.